# Sărituri în apă la Jocurile Olimpice de vară din 2020 - 10 metri platformă (feminin)
Proba feminină de sărituri în apă - 10 metri platformă de la Jocurile Olimpice de vară din 2020 de la Tokyo a avut loc în perioada 4-5 august 2021, la Tokyo Aquatics Centre.

## Formatul competiției
Competiția s-a desfășurat în 3 etape:
- Etapa preliminară: toate sportivele vor sări de șase ori; primele 18 sportive se vor califica în semifinală
- Semifinala: cele 18 sportive vor sări de 6 ori; punctajele din calificări se vor șterge și primele 12 din clasament se vor califica în finală.
- Finala: Cele 12 sportive vor sări de șase ori. Punctajele din semifinală se vor șterge și primele trei din clasament vor primi medaliile de aur, argint și bronz.

## Program
Orele sunt ora Japoniei (UTC+9) 
| Data                    | Timp  | Etapă      |
| ----------------------- | ----- | ---------- |
| Miercuri, 4 august 2021 | 15:00 | Calificări |
| Joi, 5 august 2021      | 10:00 | Semifinala |
| Joi, 5 august 2021      | 15:00 | Finala     |

## Rezultate
| Loc | Sportiv                   | Țară                       | Preliminarii | Preliminarii | Semifinală                         | Semifinală                         | Finală                             | Finală                             | Finală                             | Finală                             | Finală                             | Finală                             |
| Loc | Sportiv                   | Țară                       | Puncte       | Loc          | Puncte                             | Loc                                | Săritura 1                         | Săritura 2                         | Săritura 3                         | Săritura 4                         | Săritura 5                         | Puncte                             |
| --- | ------------------------- | -------------------------- | ------------ | ------------ | ---------------------------------- | ---------------------------------- | ---------------------------------- | ---------------------------------- | ---------------------------------- | ---------------------------------- | ---------------------------------- | ---------------------------------- |
| 1   | Quan Hongchan             | China                      | 364,65       | 2            | 415,65                             | 1                                  | 82,50                              | 96,00                              | 95,70                              | 96,00                              | 96,00                              | 466,20                             |
| 2   | Chen Yuxi                 | China                      | 390,70       | 1            | 407,75                             | 2                                  | 82,50                              | 76,80                              | 85,80                              | 89,10                              | 91,20                              | 425,40                             |
| 3   | Melissa Wu                | Australia                  | 351,20       | 4            | 334,50                             | 5                                  | 75,00                              | 76,80                              | 64,40                              | 73,60                              | 81,60                              | 371,40                             |
| 4   | Gabriela Agúndez          | Mexic                      | 297,65       | 12           | 337,30                             | 4                                  | 64,50                              | 70,95                              | 73,60                              | 74,25                              | 75,20                              | 358,50                             |
| 5   | Delaney Schnell           | Statele Unite ale Americii | 360,75       | 3            | 342,75                             | 3                                  | 76,80                              | 65,60                              | 56,10                              | 79,80                              | 62,40                              | 340,40                             |
| 6   | Alejandra Orozco          | Mexic                      | 308,10       | 9            | 301,40                             | 12                                 | 66,00                              | 57,60                              | 54,45                              | 75,20                              | 68,80                              | 322,05                             |
| 7   | Andrea Spendolini-Sirieix | Marea Britanie             | 307,70       | 10           | 314,00                             | 8                                  | 58,50                              | 60,80                              | 63,00                              | 51,20                              | 72,00                              | 305,50                             |
| 8   | Elena Wassen              | Germania                   | 323,80       | 6            | 303,70                             | 11                                 | 67,20                              | 63,00                              | 60,90                              | 40,00                              | 60,80                              | 291,90                             |
| 9   | Lois Toulson              | Marea Britanie             | 314,00       | 7            | 311,30                             | 9                                  | 63,00                              | 37,80                              | 62,40                              | 62,40                              | 64,00                              | 289,60                             |
| 10  | Celine van Duijn          | Olanda                     | 306,80       | 11           | 306,45                             | 10                                 | 50,40                              | 49,30                              | 60,80                              | 60,00                              | 67,20                              | 287,70                             |
| 11  | Yulia Timoshinina         | COR                        | 313,20       | 8            | 319,80                             | 6                                  | 46,50                              | 57,75                              | 44,80                              | 49,60                              | 64,35                              | 263,00                             |
| 12  | Pandelela Rinong          | Malaezia                   | 284,90       | 18           | 315,75                             | 7                                  | 18,00                              | 71,05                              | 60,80                              | 52,80                              | 43,20                              | 245,.85                            |
| 13  | Meaghan Benfeito          | Canada                     | 331,85       | 5            | 296,40                             | 13                                 | Nu s-a calificat în faza următoare | Nu s-a calificat în faza următoare | Nu s-a calificat în faza următoare | Nu s-a calificat în faza următoare | Nu s-a calificat în faza următoare | Nu s-a calificat în faza următoare |
| 14  | Sarah Jodoin Di Maria     | Italia                     | 291,05       | 15           | 294,00                             | 14                                 | Nu s-a calificat în faza următoare | Nu s-a calificat în faza următoare | Nu s-a calificat în faza următoare | Nu s-a calificat în faza următoare | Nu s-a calificat în faza următoare | Nu s-a calificat în faza următoare |
| 15  | Tanya Watson              | Irlanda                    | 289,40       | 16           | 278,15                             | 15                                 | Nu s-a calificat în faza următoare | Nu s-a calificat în faza următoare | Nu s-a calificat în faza următoare | Nu s-a calificat în faza următoare | Nu s-a calificat în faza următoare | Nu s-a calificat în faza următoare |
| 16  | Alaïs Kalonji             | Franța                     | 295,80       | 14           | 269,00                             | 16                                 | Nu s-a calificat în faza următoare | Nu s-a calificat în faza următoare | Nu s-a calificat în faza următoare | Nu s-a calificat în faza următoare | Nu s-a calificat în faza următoare | Nu s-a calificat în faza următoare |
| 17  | Katrina Young             | Statele Unite ale Americii | 286,65       | 17           | 263,60                             | 17                                 | Nu s-a calificat în faza următoare | Nu s-a calificat în faza următoare | Nu s-a calificat în faza următoare | Nu s-a calificat în faza următoare | Nu s-a calificat în faza următoare | Nu s-a calificat în faza următoare |
| 18  | Christina Wassen          | Germania                   | 297,15       | 13           | 237,30                             | 18                                 | Nu s-a calificat în faza următoare | Nu s-a calificat în faza următoare | Nu s-a calificat în faza următoare | Nu s-a calificat în faza următoare | Nu s-a calificat în faza următoare | Nu s-a calificat în faza următoare |
| 19  | Kwon Ha-lim               | Coreea de Sud              | 278,00       | 19           | Nu s-a calificat în faza următoare | Nu s-a calificat în faza următoare | Nu s-a calificat în faza următoare | Nu s-a calificat în faza următoare | Nu s-a calificat în faza următoare | Nu s-a calificat în faza următoare | Nu s-a calificat în faza următoare | Nu s-a calificat în faza următoare |
| 20  | Maha Gouda                | Egipt                      | 275,30       | 20           | Nu s-a calificat în faza următoare | Nu s-a calificat în faza următoare | Nu s-a calificat în faza următoare | Nu s-a calificat în faza următoare | Nu s-a calificat în faza următoare | Nu s-a calificat în faza următoare | Nu s-a calificat în faza următoare | Nu s-a calificat în faza următoare |
| 21  | Nikita Hains              | Australia                  | 270,00       | 21           | Nu s-a calificat în faza următoare | Nu s-a calificat în faza următoare | Nu s-a calificat în faza următoare | Nu s-a calificat în faza următoare | Nu s-a calificat în faza următoare | Nu s-a calificat în faza următoare | Nu s-a calificat în faza următoare | Nu s-a calificat în faza următoare |
| 22  | Matsuri Arai              | Japonia                    | 268,80       | 22           | Nu s-a calificat în faza următoare | Nu s-a calificat în faza următoare | Nu s-a calificat în faza următoare | Nu s-a calificat în faza următoare | Nu s-a calificat în faza următoare | Nu s-a calificat în faza următoare | Nu s-a calificat în faza următoare | Nu s-a calificat în faza următoare |
| 23  | Celina Toth               | Canada                     | 261,40       | 23           | Nu s-a calificat în faza următoare | Nu s-a calificat în faza următoare | Nu s-a calificat în faza următoare | Nu s-a calificat în faza următoare | Nu s-a calificat în faza următoare | Nu s-a calificat în faza următoare | Nu s-a calificat în faza următoare | Nu s-a calificat în faza următoare |
| 24  | Ingrid Oliveira           | Brazilia                   | 261,20       | 24           | Nu s-a calificat în faza următoare | Nu s-a calificat în faza următoare | Nu s-a calificat în faza următoare | Nu s-a calificat în faza următoare | Nu s-a calificat în faza următoare | Nu s-a calificat în faza următoare | Nu s-a calificat în faza următoare | Nu s-a calificat în faza următoare |
| 25  | Anna Konanykhina          | COR                        | 252,85       | 25           | Nu s-a calificat în faza următoare | Nu s-a calificat în faza următoare | Nu s-a calificat în faza următoare | Nu s-a calificat în faza următoare | Nu s-a calificat în faza următoare | Nu s-a calificat în faza următoare | Nu s-a calificat în faza următoare | Nu s-a calificat în faza următoare |
| 26  | Cheong Jun Hoong          | Malaezia                   | 251,80       | 26           | Nu s-a calificat în faza următoare | Nu s-a calificat în faza următoare | Nu s-a calificat în faza următoare | Nu s-a calificat în faza următoare | Nu s-a calificat în faza următoare | Nu s-a calificat în faza următoare | Nu s-a calificat în faza următoare | Nu s-a calificat în faza următoare |
| 27  | Noemi Batki               | Italia                     | 226,95       | 27           | Nu s-a calificat în faza următoare | Nu s-a calificat în faza următoare | Nu s-a calificat în faza următoare | Nu s-a calificat în faza următoare | Nu s-a calificat în faza următoare | Nu s-a calificat în faza următoare | Nu s-a calificat în faza următoare | Nu s-a calificat în faza următoare |
| 28  | Anne Tuxen                | Norvegia                   | 219,15       | 28           | Nu s-a calificat în faza următoare | Nu s-a calificat în faza următoare | Nu s-a calificat în faza următoare | Nu s-a calificat în faza următoare | Nu s-a calificat în faza următoare | Nu s-a calificat în faza următoare | Nu s-a calificat în faza următoare | Nu s-a calificat în faza următoare |
| 29  | Sofiya Lyskun             | Ucraina                    | 216,55       | 29           | Nu s-a calificat în faza următoare | Nu s-a calificat în faza următoare | Nu s-a calificat în faza următoare | Nu s-a calificat în faza următoare | Nu s-a calificat în faza următoare | Nu s-a calificat în faza următoare | Nu s-a calificat în faza următoare | Nu s-a calificat în faza următoare |
| 30  | Freida Lim                | Singapore                  | 215,90       | 30           | Nu s-a calificat în faza următoare | Nu s-a calificat în faza următoare | Nu s-a calificat în faza următoare | Nu s-a calificat în faza următoare | Nu s-a calificat în faza următoare | Nu s-a calificat în faza următoare | Nu s-a calificat în faza următoare | Nu s-a calificat în faza următoare |